# Spinacia tetrandra
Spinacia tetrandra är en amarantväxtart som beskrevs av Christian von Steven och Friedrich August Marschall von Bieberstein. Spinacia tetrandra ingår i släktet spenater, och familjen amarantväxter. Inga underarter finns listade i Catalogue of Life.